# Gauleiter

Automobilová vlajka gauleitera

Gauleiter byl vůdce regionální pobočky NSDAP (nacistická strana) nebo stranického vedoucího územního celku Gau nebo jeho části Reichsgau. Slovo se používá v jednotném nebo množném čísle podle kontextu. V češtině existuje překlad vedoucí župy. Gau = župa a leiter = vedoucí. Např. Konrad Henlein byl vedoucím sudetské župy NSDAP. Gauleiter byla druhá nejvyšší polovojenská pozice v nacistické straně, které byl nadřízen pouze Reichsleiter a Führer. V průběhu druhé světové války byla hodnost udělována pouze přímým jmenováním Adolfa Hitlera.